# Arthur Schnabel
Arthur Schnabel (Schweigen-Rechtenbach, 16 settembre 1948 – Cancún, 22 ottobre 2018) è stato un judoka tedesco. Vinse la medaglia di bronzo ai Giochi olimpici di Los Angeles 1984 nella categoria open.
Nel suo palmarès, può annoverare anche quattro bronzi europei.

## Palmarès
Olimpiadi
- 1 medaglia:
  - 1 bronzo (open a Los Angeles 1984)

Europei
- 4 medaglie:
  - 4 bronzi (-93 kg a Debrecen 1976, -95 kg a Ludwigshafen 1977, open a Debrecen 1981 e open a Rostock 1982)